# Isla de Plata (Anzoátegui)
La Isla de Plata es el nombre que recibe una isla del Mar Caribe que administrativamente está incluida en el Municipio Guanta al norte del Estado Anzoátegui y al nororiente del país sudamericano de la República Bolivariana de Venezuela.
Posee una superficie de 3,34 hectáreas (0,034 kilómetros cuadrados) 150 metros de largo por 30 de ancho y 5 metros de altura, y se encuentra cerca de la Isla de Monos y la Península de Guanta. Su paisaje está lleno de cocoteros y aguas con diversos azules la hacen un popular balneario y destino turístico incluido dentro el Parque nacional Mochima. El reflejo del mar sobre las aguas que se dice puede verse de color plateado dio origen a su actual denominación.
La isla tiene también muchas historias desde épocas coloniales, incluyendo las de personajes como el pirata británico Henry Morgan, que se dice se refugió allí antes de atacar Maracaibo o las de Sir Francis Drake que se dice habría ocultado un supuesto tesoro en el lugar.
En agosto de 2013 fue inaugurado allí un parque acuático con el apoyo y supervisión de las autoridades municipales. Es permitido acampar en el lugar con previa autorización de Inparques. Es accesible solo por vía marítima desde Guanta.

## Galería

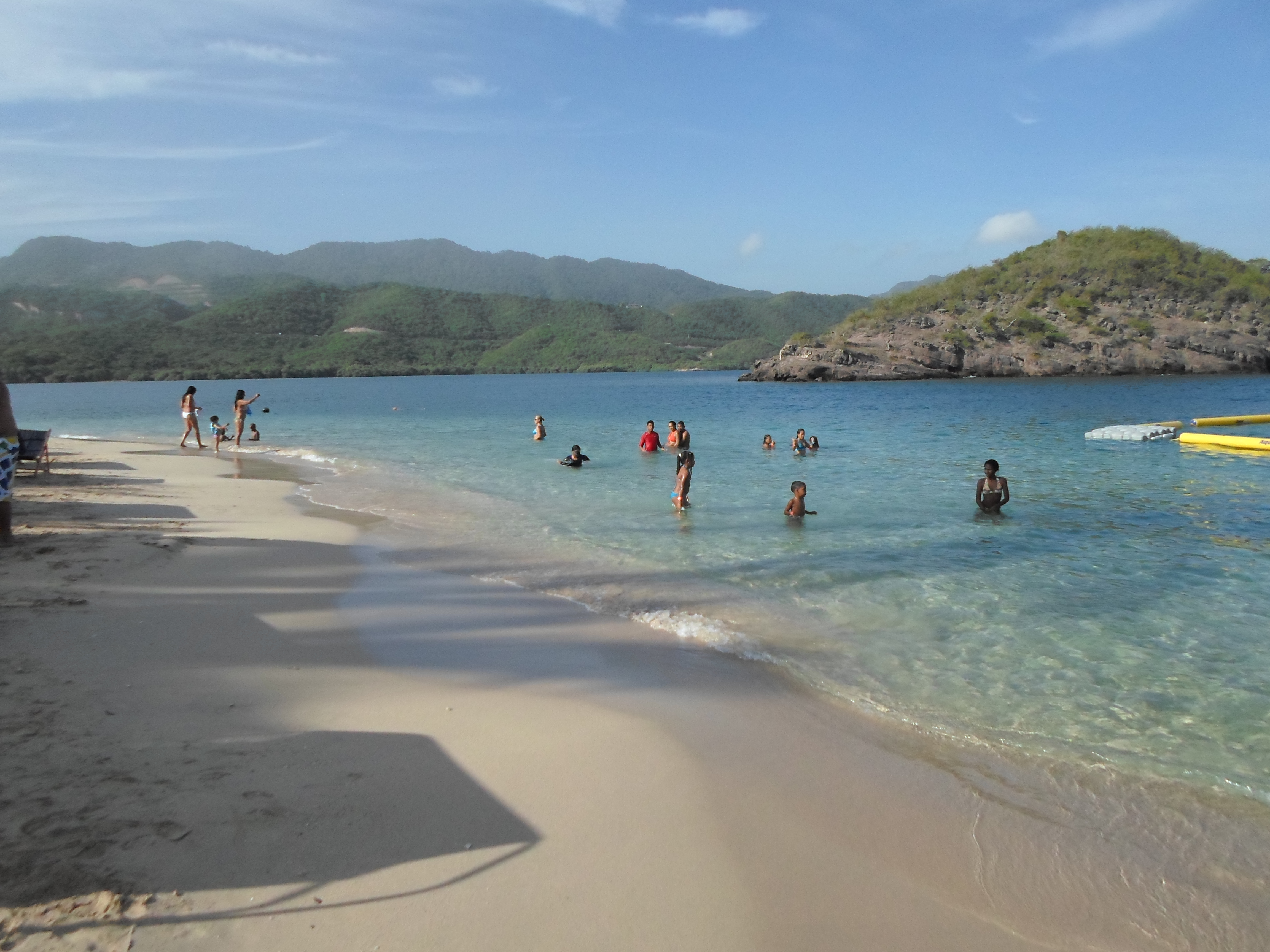
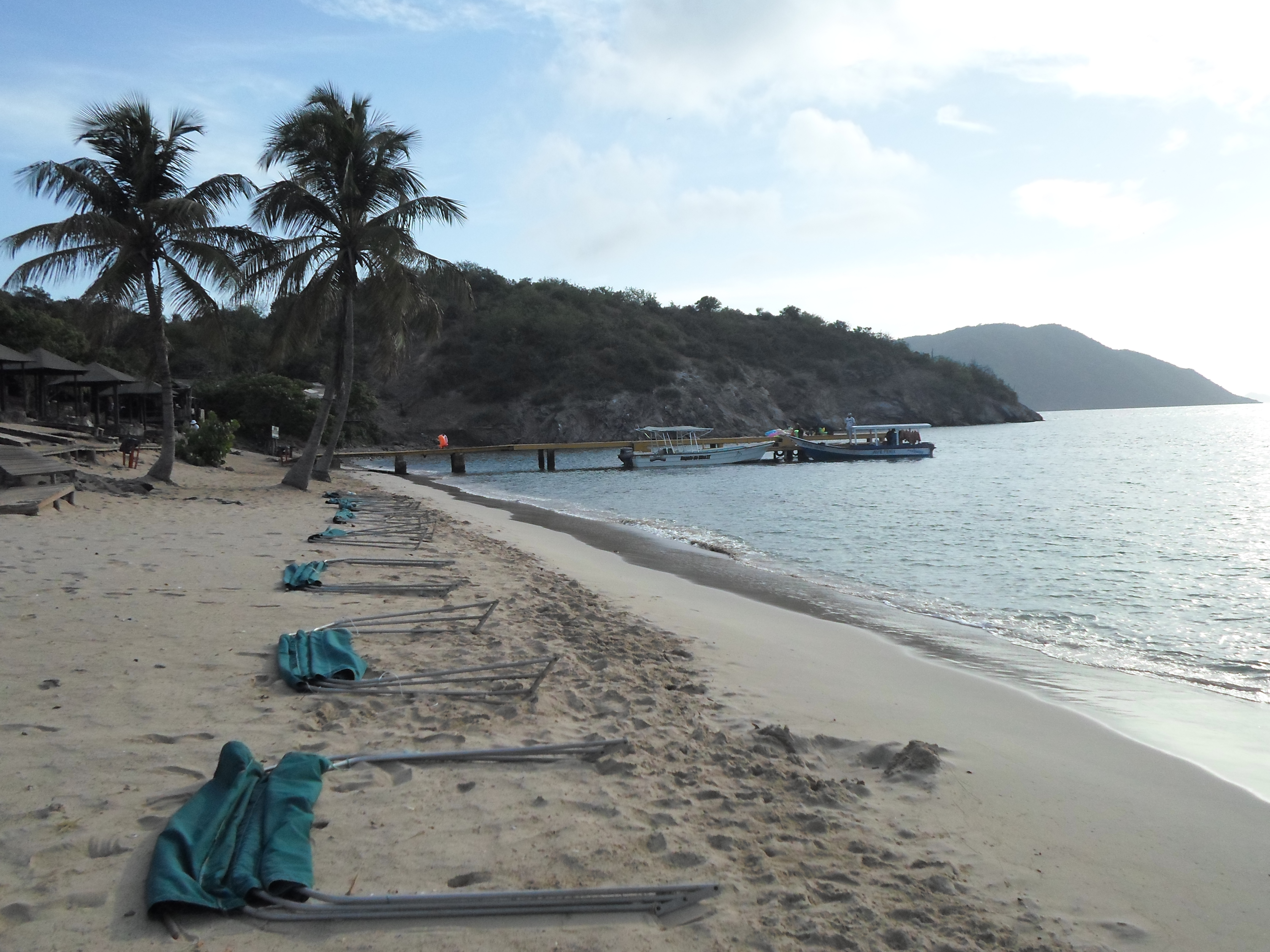
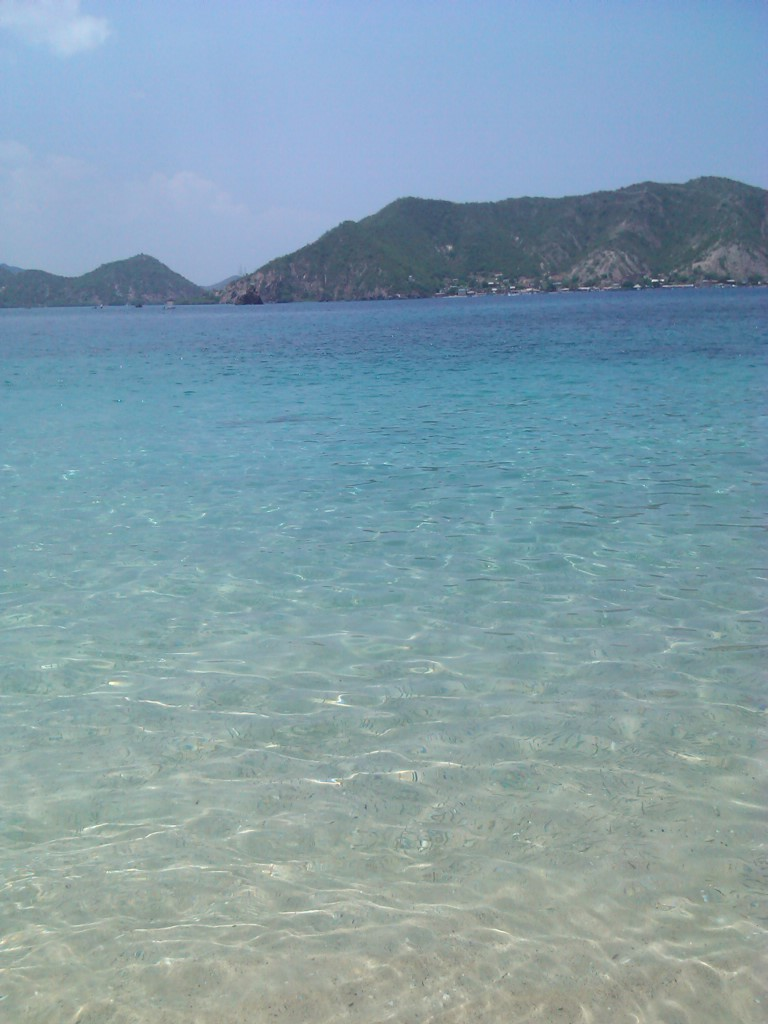
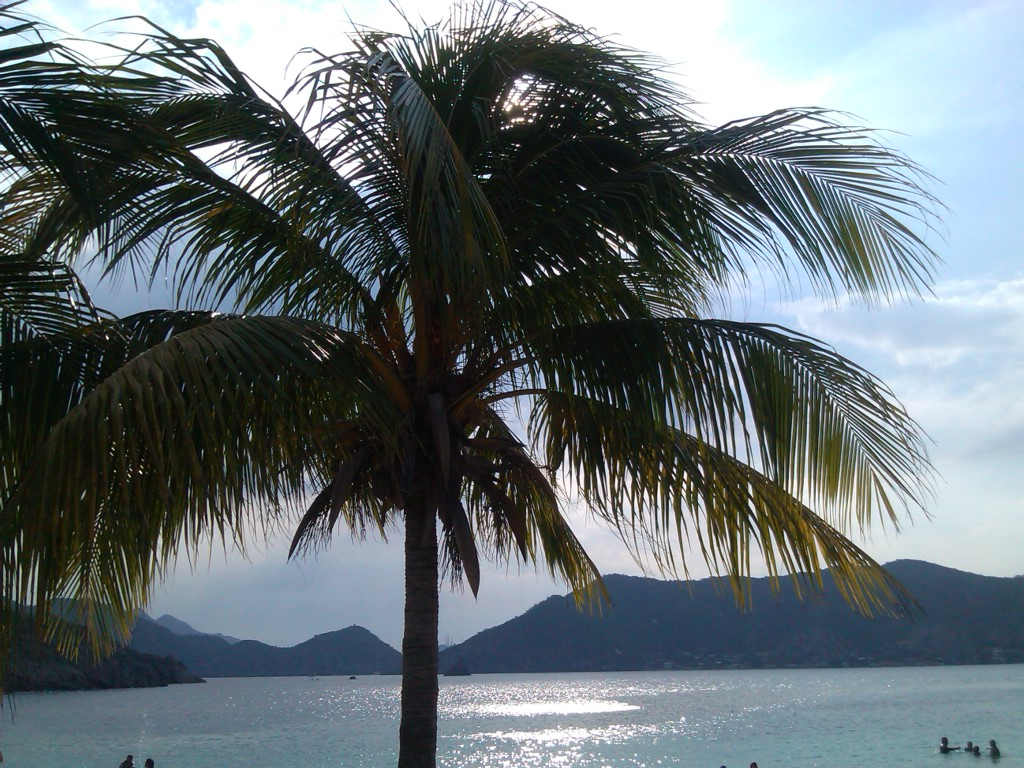